# Ugboha
Ugboha est une ville du gouvernement local d’Esan Sud Est de l’État d'Edo au Nigeria.
La population était de 1 597 habitants en 2015.